# Каср ибн Вардан
Каср ибн Вардан (арап. قصر ابن وردان‎‎) је засеок и археолошки локалитет из 6. века које се налази у Сиријској пустињи, око 60 km североисточно од Хаме и 19 km североисточно од Ел Хамра. Засеок је од рушевина из византијског периода одвојен путем, док се раније налазио источно од пута а рушевине су биле на западу. Према подсцима Сиријског централног бироа за статистику Каср ибн Вардан је 2004. године имао 467 становника .

## Археологија
Комплекс који се састојао од палате, цркве и касарне подигнут је средином 6. века византијски цар Јустинијан I (в. 527–565) као део одбрамбене линије (заједно са Расафом и Халабијом) против упада из Сасанидског царства. Његов јединствени стил, увезен је директно из Константинопоља и није пронађен ни на једном другом месту у данашњој Сирији, вероватно је изабран да би импресиониро локална бедуинска племена и консолидовао контролу над њима. Базалт је донет из подручја северно или јужно од места данашњих рушевина, а за мермерне стубови и капитоле се сматра да су донети из Апамеје.
До данас од некадашњих касарни готово да ништа није преостало. Палата је вероватно била и пребивалиште локалног гувернера. Њен најбоље очуван део је јужна фасада наизменичних трака базалтне црне и опеке жуте боје. У северном делу места налазе се остаци локалитета и мали комплекс за купање у источном делу палате са централним двориштем. Функцију сваке собе назначена је урезивањем у камен.
Црква је била квадратног облика са централнимг бродом и два бочна пролаза. Њени остаци тренутно стоје западно од палате и архитектонски су јој слични, али унешто мањи. Првобитно, црква је била надвишена великом куполом (само са пендентивним остацима до данас) и приказује пример раних византијских техника изградње куполе. Првобитно су три стране цркве (преостали су само северни и јужни зидови) имале галерије горњег спрата резервисане за жене. Четврта страна завршава се типичном бизантијском полукружном и полу куполном апсидом.